# Matt Corrente
Matthew "Matt" Corrente, född 17 mars 1988, är en kanadensisk professionell ishockeyspelare som tillhör NHL-organisationen Tampa Bay Lightning och spelar för deras primära samarbetspartner Syracuse Crunch i American Hockey League (AHL). Han har tidigare spelat på NHL-nivå för New Jersey Devils och på lägre nivåer för Lowell Devils, Albany Devils och Charlotte Checkers i AHL och Saginaw Spirit, Mississauga IceDogs och Niagara IceDogs i Ontario Hockey League (OHL).
Corrente draftades i första rundan i 2006 års draft av New Jersey Devils som 30:e spelare totalt.

## Statistik
| 2003–2004  | Vaughan Vipers      | OPJHL      | 39  | 3  | 7  | 10 | 87  | —  | — | — | — | —  |
| 2004–2005  | Saginaw Spirit      | OHL        | 62  | 6  | 9  | 15 | 89  | —  | — | — | — | —  |
| 2005–2006  | Saginaw Spirit      | OHL        | 61  | 6  | 24 | 30 | 172 | 4  | 1 | 1 | 2 | 8  |
| 2006–2007  | Saginaw Spirit      | OHL        | 29  | 2  | 13 | 15 | 67  | —  | — | — | — | —  |
|            | Mississauga IceDogs | OHL        | 14  | 1  | 10 | 11 | 27  | 5  | 0 | 1 | 1 | 8  |
| 2007-2008  | Niagara IceDogs     | OHL        | 21  | 2  | 13 | 15 | 64  | 10 | 0 | 5 | 5 | 33 |
| 2008–2009  | Lowell Devils       | AHL        | 67  | 6  | 12 | 18 | 161 | —  | — | — | — | —  |
| 2009–2010  | New Jersey Devils   | NHL        | 12  | 0  | 0  | 0  | 24  | 2  | 0 | 0 | 0 | 2  |
|            | Lowell Devils       | AHL        | 43  | 5  | 15 | 20 | 74  | —  | — | — | — | —  |
| 2010–2011  | New Jersey Devils   | NHL        | 22  | 0  | 6  | 6  | 44  | —  | — | — | — | —  |
|            | Lowell Devils       | AHL        | 3   | 0  | 1  | 1  | 10  | —  | — | — | — | —  |
| 2011–2012  | Lowell Devils       | AHL        | 39  | 2  | 6  | 8  | 73  | —  | — | — | — | —  |
| 2012–2013  | Lowell Devils       | AHL        | 11  | 0  | 2  | 2  | 32  | —  | — | — | — | —  |
| 2013–2014  | Charlotte Checkers  | AHL        | 72  | 2  | 9  | 11 | 136 | —  | — | — | — | —  |
| NHL totalt | NHL totalt          | NHL totalt | 34  | 0  | 6  | 6  | 68  | 2  | 0 | 0 | 0 | 2  |
| AHL totalt | AHL totalt          | AHL totalt | 235 | 15 | 45 | 60 | 486 | —  | — | — | — | —  |
| OHL totalt | OHL totalt          | OHL totalt | 187 | 17 | 69 | 86 | 419 | 19 | 1 | 7 | 8 | 49 |